# Elisæus Horrnér
Elisæus Horrnér, född 25 juli 1715, död 24 oktober 1797 i Östra Tollstads församling, Östergötlands län, var en svensk präst i Östra Tollstads församling.

## Biografi
Elisæus Horrnér föddes 25 juli 1715 och var son till komministern Andreas Olavi Hornerus i Norra Solberga församling. Han blev 1737 student vid Lunds universitet och prästvigdes 1740. Horrnér blev adjunkt i Östra Tollstads församling och 1742 komminister i Sya församling. År 1758 blev han kyrkoherde i Östra Tollstads församling och 1787 prost. Horrnér avled 24 oktober 1797 i Östra Tollstads församling.

### Familj
Horrnér gifte sig första gången med Catharina Charlotta Berzelin. Hon var dotter till kyrkoherden i Rappestads församling. De fick tillsammans dottern Anna Elisabeth som gifte sig med majoren Per Erik Printzenstierna.
Horrnér gifte sig andra gången med Anna Elisabeth Montén. Hon var dotter till en färgare i Norrköping. Montén hade tidigare varit gift med mönsterskrivaren Bröttling.
Horrnér gifte sig tredje gången med Johanna Ulrika Hallström. Hon var dotter till kyrkoherden i Örtomta församling. Hallström hade tidigare varit gift med kyrkoherden Hans Wikström i Rappestads församling.